# 田村亮 (搞笑藝人)
田村 亮（1972年1月8日—），日本搞笑藝人，吉本興業東京本社旗下藝人，出身於大阪府高槻市。田村亮是原二人搞笑團體「倫敦靴子一號二號」（ロンドンブーツ1号2号）中的「倫敦靴子一號」，搭檔為田村淳。在二人組中田村亮原本是擔任「吐槽」（ツッコミ，Tsukkomi）的角色，但因為口才不伶俐，常常被反過來挖苦而變成實際上的「裝傻」（ボケ，Boke）角色擔當者。除了二人組共同主持的節目之外，田村亮也經常單飛在其他綜藝節目中擔任固定班底來賓。

## 人物
田村亮於1972年出生，大阪府立芥川高中畢業。血型為A型。
雖然擔任的是找碴的角色，但是因為本身少根筋，常常會被反吐槽。更因為其天然呆的性格，常常會被有點虐待傾向的搭檔小淳以高空彈跳等形式惡整。身為搞笑藝人，卻在接話方面非常笨拙，常常說不出話來或是吃螺絲，可說是藝人的致命傷。但是在偷拍小亮家中時，跟家人講話非常流暢，一點也沒有吃螺絲的情形。小淳看到此種情形後，說了「真希望你的家人每次錄影的時候都能來現場」「希望你不要再故意吃螺絲了」等發言。。
吉本興業曾經舉辦「吉本旗下最帥藝人」活動，小亮從2000年開始連續3次都獲得No.1，而在2003年進入名人堂。但單身時代比起小淳卻更沒有女人緣，所以常常因此被挖苦。

### 經歷
因為父親是木工，所以學生時代為了繼承家業而修業過。曾說過自己在高3的時候，絕對會準時收看讀賣電視台所製作的『鶴瓶上岡パペポTV』。
2002年1月30日以田村亮的身分發表單曲『存在』。作詞・作曲為田村淳。 
2006年、在小淳所演出的大河劇『功名十字路』中擔任特別客串。
在2007年9月19日播放的「THE・BEST HOUSE123」中，創下了兩人同時從澳門旅遊塔高空彈跳的金氏世界紀錄，但是之後的錄影中卻說是由同伴的後藤喜男製作人所打破此紀錄。
2019年6月24日、在詐騙集團所舉行的忘年會受邀（俗稱的「私下接案」）、被踢爆出有收取現金的事實後、受到了吉本興業的禁閉指示。任何有關的節目都以更換他人上場或是剪掉該畫面處理。
在這之後在又被踢爆有收取詐騙集團所給予的50萬元現金(再被踢爆前謊稱無收取詐騙集團的金錢只有義演)。
2019年7月20日、宮迫博之與田村亮舉辦記者會後，吉本興業隨後解約田村亮。
田村亮的說法是從吉本興業那邊被迫選擇是要是要引退還是解約，田村亮最終選擇與宮迫博之開記者會解釋回答記者所提問的問題，隨後遭到解約。
2025年6月24日，倫敦靴子解散，田村亮成为单干艺人。

### 私生活
2000年7月12日凌晨騎摩托車時，因為搞錯下坡的路段騎到樓梯去，而發生車禍，造成兩手骨折。也因此延遲了預定要演出的連續劇。當時照顧小亮的人是還沒走紅，並與小亮住在一起的川田廣樹（車庫拍賣）。因為無法使用雙手，上廁所的時候由川田幫他擦屁股。小便則是由品川祐（品川庄司）幫忙。
2003年和岡山縣出身女性奉子成婚。在『男女糾察隊』中現場直播結婚發表記者會（是節目的企劃之一，並非真正的發表記者會），育有2男。
擁有船舶駕駛執照。某天開著租賃船出港的時候撞到防波堤，使得船身破損。船舶擁有人非常生氣，直接問小亮本人「你的駕照是假的吧!」。

### 興趣
- 職業摔角・格闘技粉絲。本身也有柔道黒帶。
- 骨董車愛好家，愛車是日產Bluebird（510型雙門）。
- 日本龐克樂團the ピーズ的粉絲。
- 非常喜歡海洋生物。在節目企劃的單元中對於寫真偶像的書籍連看都不看，但是卻凝視著海洋生物的書籍，看到忘我程度。
- 喜歡釣魚。

## 逸事
- 和搭檔的田村淳雖然同姓，但是沒有血緣關係。
- 註冊商標為短金髮。走紅前是黒色長髮，但是受到前輩・加藤浩次的建議而改成金髪。在2009年6月29日的實況脫口秀中染回了14年不見的黑髮。
- 因為不太會講話，常擔任主持人以外的腳色。和搭檔共同演出時也幾乎都不與工作人員開會，只和小淳確認。當「男女糾察隊」做特別節目時，幾乎沒有工作，只和小孩悠閒的過日子，在搭檔中被當成「不是小淳那個」。[8]但是另一面，最近作為特別來賓單獨演出的機會增多了。
- 下巴有點戽斗，常被小淳拿來做笑點。
- 廣播時常常吃螺絲。例如介紹色情塗鴉的歌曲「Voice」時念成「Vais」等等的。另外，看大字報說話時一定會吃螺絲。
- 沒有節奏感，也沒有音感，倫敦靴子在出唱片時，相對於擔任吉他手與主唱的小淳快速熟練地錄音完後，他的部份只有合音。
- 與田中直樹（鐵公雞二人組）、藤井隆很要好，三人一起去過國外旅行。松本人志曾說他們是「溫～柔的、纖細的三人」。特別是田中，是小亮從還沒結婚前就交往的好友。
- 在2007年2月1日播出的『とんねるずのみなさんのおかげでした』中，輸了桌球比賽，於是接受處罰遊戲，將頭髮燙成小捲頭（保持金髪的樣子）。此外，在同年2月7日播出的『THE・BEST HOUSE123』中也收錄了小捲頭的樣子
- 每次都被整，但若是要整人的時候每次都失敗。例如在2008年3月，因為次男的生日剛好是『男女糾察隊』錄影的日子，本來想要讓小淳他們等人大吃一驚，但是因為節目的工作人員已經告知這個消息，所以完全失敗。
- 和演員田村亮同名同姓，家也住的很近。據說某一次要寄給演員田村亮的包裹誤送到倫敦靴子的田村亮家中，也讓小亮太太和演員田村亮有了一面之緣。
- 本人覺得所見過的藝人中，最有藝人光環的是北野武。覺得「雖然只要是藝人都有光環」，但是北野武的光環與其他人相比，等級不一樣。

## 過去出演作品

### 電視節目
- 功名十字路(NHK大河劇) 島津豐久一角

在關原之戰只演出一幕，台詞也只有一句「這樣是不行的」。
- 全力以赴筋太郎 （日本電視台）
- 目標100食，能否達成！？極寒東北秘密食物旅（2010年1月24日、青森放送製作）
- 絆食堂（TBS）
- 潛在異色（日本電視台）
- 俺one（富士電視台、2010年1月5日、1月12日）

### 廣告
- House食品「爽朗氣息」

### 遊戲
- 癟四與大頭蛋 - 癟四一角

### 動畫
- 劇場版「忍者亂太郎 忍術学園 全員出動!篇」（手潟潔斎）※特別出演

## 脚注
1. ↑  2009年5月19日播放的「男女糾察隊」節目。
2. ↑  節目播出後，演變成觀眾擁護小亮，而大量向電視台抗議的事態。
3. ↑  .   [2019-07-20]. （原始内容存档于2019-06-24）.
4. ↑  .   [2019-07-20]. （原始内容存档于2019-07-14）.
5. ↑  .   [2019-07-20]. （原始内容存档于2019-07-20）.
6. ↑  .   [2019-07-20]. （原始内容存档于2019-07-20）.
7. ↑  笑笑沒關係!節目。
8. ↑  「アメトーーク」～じゃない方芸人

## 外部連結
- 田村亮的X（前Twitter）